# بيتيغهايم-بيسينغن
بيتيغهايم بيسينغن (بالألمانية: Bietigheim-Bissingen) هي Grosse Kreisstadt، مدينة وبلدة ألمانية تقع في ألمانيا في Regierungsbezirk Stuttgart. يقدر عدد سكانها بـ 42,762 نسمة .

## المدن التوأمة
مدن Kusatsu، Sucy-en-Brie، Surrey Heath، سكسارد، أوفرلاند بارك (كانساس)، كوساتسو، شيغا، Saltara وبونتيلونغو هي مدن توأمة لـبيتيغهايم بيسينغن.

## أعلام
- بيرند لينو
- روبن شوستر
- جوليان شوستر
- مارسيل شنايدر
- كورت هاجر
- أوتو رومباخ
- إيبرهارد فولفغانغ مولر